# José de Oliveira Almeida
José de Oliveira Almeida (ur. 12 lutego 1885 w Cachoeira, Bahia, zm. ?) – brazylijski prawnik (dr) i urzędnik konsularny.
Absolwent Wydziału Prawa Stanu Bahia w Salvadorze (Faculdade de Direito da Baía) (1907). Był zatrudniony w Drukarni Narodowej (1913), Służbie Ochrony Indian (Serviço de Proteção aos índios) (1913) oraz Służbie Wywiadu (Serviço de Informações) (1914-). Następnie wstąpił do brazylijskiej służby zagranicznej, pełniąc w niej szereg funkcji konsularnych, m.in. kierownika konsulatu w Gdańsku (1924-1926), konsula w Nowym Jorku (1926), Guayaramerín (1927-1928), ponownie w Gdańsku (1929-1934), resorcie spraw zagranicznych (Secretaria de Estado) (1934-1937) i Maladze (1937-1939).